# Астрахановка (Омская область)
Астрахановка — деревня в Любинском районе Омской области. В составе Боголюбовского сельского поселения.

## История
Основана в 1909 г. В 1928 г. посёлок Астраханка состоял из 53 хозяйств, основное население — русские. Центр Астраханского сельсовета Любинского района Омского округа Сибирского края.

## Население
| 2010 |
| ---- |
| 182  |